# Liste der Nummer-eins-Hits in der Schweiz (2021)
Dies ist eine Liste der Nummer-eins-Hits in der Schweiz im Jahr 2021. Sie basiert auf den Top 100 Singles und Top 100 Alben der offiziellen Schweizer Hitparade. Single- und Albumcharts werden jeweils am Sonntag nach Ende der Verkaufswoche veröffentlicht.

## Singles
| ← 2020 ← | Liste der Nummer-eins-Hits in der Schweiz | Liste der Nummer-eins-Hits in der Schweiz  | Liste der Nummer-eins-Hits in der Schweiz                                                    | 2022 → |
| \| Zeitraum \| Wo. ges. \| Interpret \| Titel Autor(en) \| Zusätzliche Informationen \| \| (Zeitraum, Wochen auf Platz eins, Interpret, Titel, Autor[en], zusätzliche Informationen) \| \| \| \| \| \| ----------------------------------------------------------------------------------------- \| -------- \| ------------------------------------------ \| -------------------------------------------------------------------------------------------- \| ---------------------------------------------------------------------------------------------------------------------------------------------------------------------------------------------------------------------------------------------------------------------------------------------------------------------------- \| \| 13. Dezember 2020 – 2. Januar 2021 3 Wochen (insgesamt 22) \| 22 \| Mariah Carey \| All I Want for Christmas Is You Walter N. Afanasieff, Mariah Carey \| – \| \| 3. Januar 2021 – 27. Februar 2021 8 Wochen (insgesamt 21) \| 21 \| Master KG feat. Burna Boy & Nomcebo Zikode \| Jerusalema (Remix) Kgaogelo Moagi, Nomcebo Nothule Nkwanyana, Damini Ebunoluwa Ogulu \| – \| \| 28. Februar 2021 – 29. Mai 2021 13 Wochen \| 13 \| Nathan Evans \| Wellerman Traditional \| – \| \| 30. Mai 2021 – 5. Juni 2021 1 Woche \| 1 \| Gjon’s Tears \| Tout l’univers Gjon Muharremaj, Nina Machteld C. Sampermans, Wouter H. Hardy, Xavier Michel \| Eine Woche nach dem dritten Platz beim Eurovision Song Contest in Rotterdam erklimmt der Schweizer Beitrag die Chartspitze. Zeitgleich steigt auch der Titel Répondez-moi, mit dem Gjon’s Tears bereits im Vorjahr hätte antreten sollen, auf Platz 42 ein, nachdem dieser bei der Veröffentlichung nur Platz 100 erreichte. \| \| 6. Juni 2021 – 26. Juni 2021 3 Wochen \| 3 \| Olivia Rodrigo \| Good 4 U Daniel Leonard Nigro, Olivia Rodrigo \| – \| \| 27. Juni 2021 – 17. Juli 2021 3 Wochen \| 3 \| Måneskin \| Beggin’ Bob Gaudio, Peggy Farina \| – \| \| 18. Juli 2021 – 11. September 2021 8 Wochen (insgesamt 9) \| 9 \| Ed Sheeran \| Bad Habits Edward Christopher Sheeran, Johnny McDaid, Frederick John Philip Gibson \| – \| \| 12. September 2021 – 18. September 2021 1 Woche \| 1 \| ABBA \| Don’t Shut Me Down Musik: Benny Goran Bror Andersson; Text: Björn K. Ulvaeus \| – \| \| 19. September 2021 – 25. September 2021 1 Woche (insgesamt 9) \| 9 \| Ed Sheeran \| Bad Habits Edward Christopher Sheeran, Johnny McDaid, Frederick John Philip Gibson \| – \| \| 26. September 2021 – 23. Oktober 2021 4 Wochen \| 4 \| CKay feat. Joeboy & Kuami Eugene \| Love Nwantiti Chukwuka Chukwuma Ekweani, Joseph Akinwale Akinfenwa-Donus, Eugène Kwame Marfo \| – \| \| 24. Oktober 2021 – 6. November 2021 2 Wochen (insgesamt 4) \| 4 \| Adele \| Easy on Me Gregory Allen Kurstin, Adele Laurie Blue Adkins \| – \| \| 7. November 2021 – 27. November 2021 3 Wochen \| 3 \| Ed Sheeran \| Shivers Edward Christopher Sheeran, Steven McCutcheon, Kal Lavelle, Johnny McDaid \| – \| \| 28. November 2021 – 11. Dezember 2021 2 Wochen (insgesamt 4) \| 4 \| Adele \| Easy on Me Gregory Allen Kurstin, Adele Laurie Blue Adkins \| – \| \| 12. Dezember 2021 – 18. Dezember 2021 1 Woche \| 1 \| Elton John & Ed Sheeran \| Merry Christmas Edward Christopher Sheeran, Elton John \| – \| \| 19. Dezember 2021 – 8. Januar 2022 3 Wochen (insgesamt 22) \| 22 \| Mariah Carey \| All I Want for Christmas Is You Walter N. Afanasieff, Mariah Carey \| – \| |                                           |                                            |                                                                                              | |
| ← 2020 |                                           |                                            |                                                                                              | → 2022 → |
| Zeitraum | Wo. ges.                                  | Interpret                                  | Titel Autor(en)                                                                              | Zusätzliche Informationen |
| (Zeitraum, Wochen auf Platz eins, Interpret, Titel, Autor[en], zusätzliche Informationen) |                                           |                                            |                                                                                              | |
| 13. Dezember 2020 – 2. Januar 2021 3 Wochen (insgesamt 22) | 22                                        | Mariah Carey                               | All I Want for Christmas Is You Walter N. Afanasieff, Mariah Carey                           | – |
| 3. Januar 2021 – 27. Februar 2021 8 Wochen (insgesamt 21) | 21                                        | Master KG feat. Burna Boy & Nomcebo Zikode | Jerusalema (Remix) Kgaogelo Moagi, Nomcebo Nothule Nkwanyana, Damini Ebunoluwa Ogulu         | – |
| 28. Februar 2021 – 29. Mai 2021 13 Wochen | 13                                        | Nathan Evans                               | Wellerman Traditional                                                                        | – |
| 30. Mai 2021 – 5. Juni 2021 1 Woche | 1                                         | Gjon’s Tears                               | Tout l’univers Gjon Muharremaj, Nina Machteld C. Sampermans, Wouter H. Hardy, Xavier Michel  | Eine Woche nach dem dritten Platz beim Eurovision Song Contest in Rotterdam erklimmt der Schweizer Beitrag die Chartspitze. Zeitgleich steigt auch der Titel Répondez-moi, mit dem Gjon’s Tears bereits im Vorjahr hätte antreten sollen, auf Platz 42 ein, nachdem dieser bei der Veröffentlichung nur Platz 100 erreichte. |
| 6. Juni 2021 – 26. Juni 2021 3 Wochen | 3                                         | Olivia Rodrigo                             | Good 4 U Daniel Leonard Nigro, Olivia Rodrigo                                                | – |
| 27. Juni 2021 – 17. Juli 2021 3 Wochen | 3                                         | Måneskin                                   | Beggin’ Bob Gaudio, Peggy Farina                                                             | – |
| 18. Juli 2021 – 11. September 2021 8 Wochen (insgesamt 9) | 9                                         | Ed Sheeran                                 | Bad Habits Edward Christopher Sheeran, Johnny McDaid, Frederick John Philip Gibson           | – |
| 12. September 2021 – 18. September 2021 1 Woche | 1                                         | ABBA                                       | Don’t Shut Me Down Musik: Benny Goran Bror Andersson; Text: Björn K. Ulvaeus                 | – |
| 19. September 2021 – 25. September 2021 1 Woche (insgesamt 9) | 9                                         | Ed Sheeran                                 | Bad Habits Edward Christopher Sheeran, Johnny McDaid, Frederick John Philip Gibson           | – |
| 26. September 2021 – 23. Oktober 2021 4 Wochen | 4                                         | CKay feat. Joeboy & Kuami Eugene           | Love Nwantiti Chukwuka Chukwuma Ekweani, Joseph Akinwale Akinfenwa-Donus, Eugène Kwame Marfo | – |
| 24. Oktober 2021 – 6. November 2021 2 Wochen (insgesamt 4) | 4                                         | Adele                                      | Easy on Me Gregory Allen Kurstin, Adele Laurie Blue Adkins                                   | – |
| 7. November 2021 – 27. November 2021 3 Wochen | 3                                         | Ed Sheeran                                 | Shivers Edward Christopher Sheeran, Steven McCutcheon, Kal Lavelle, Johnny McDaid            | – |
| 28. November 2021 – 11. Dezember 2021 2 Wochen (insgesamt 4) | 4                                         | Adele                                      | Easy on Me Gregory Allen Kurstin, Adele Laurie Blue Adkins                                   | – |
| 12. Dezember 2021 – 18. Dezember 2021 1 Woche | 1                                         | Elton John & Ed Sheeran                    | Merry Christmas Edward Christopher Sheeran, Elton John                                       | – |
| 19. Dezember 2021 – 8. Januar 2022 3 Wochen (insgesamt 22) | 22                                        | Mariah Carey                               | All I Want for Christmas Is You Walter N. Afanasieff, Mariah Carey                           | – |

## Alben
| ← 2020 ← | Liste der Nummer-eins-Hits in der Schweiz | Liste der Nummer-eins-Hits in der Schweiz | Liste der Nummer-eins-Hits in der Schweiz                  | 2022 → |
| \| Zeitraum \| Wo. ges. \| Interpret \| Titel \| Zusätzliche Informationen \| \| (Zeitraum, Wochen auf Platz eins, Interpret, Titel, zusätzliche Informationen) \| \| \| \| \| \| ------------------------------------------------------------------------------ \| -------- \| ------------------------ \| ---------------------------------------------------------- \| ---------------------------------------------------------------------------------------------------------------------------------------------------------------------------------------------------------------------------------------------------------------------------------------------------------------------------------------------------------------------------------------- \| \| 22. November 2020 – 16. Januar 2021 8 Wochen \| 8 \| AC/DC \| Power Up \| – \| \| 17. Januar 2021 – 23. Januar 2021 1 Woche \| 1 \| Daniela Alfinito \| Splitter aus Glück \| – \| \| 24. Januar 2021 – 6. Februar 2021 2 Wochen \| 2 \| Pegasus \| Unplugged \| – \| \| 7. Februar 2021 – 13. Februar 2021 1 Woche \| 1 \| Vincent Gross \| Hautnah \| – \| \| 14. Februar 2021 – 20. Februar 2021 1 Woche \| 1 \| Foo Fighters \| Medicine at Midnight \| – \| \| 21. Februar 2021 – 27. Februar 2021 1 Woche \| 1 \| Dodo \| Pass \| – \| \| 28. Februar 2021 – 6. März 2021 1 Woche \| 1 \| Krokus \| Adios amigos – Live @ Wacken \| – \| \| 7. März 2021 – 13. März 2021 1 Woche \| 1 \| The Ghost Orchestra \| The Ghost Orchestra \| Nachdem nicht hörbare Lieder bereits Platz eins in Ländern wie Neuseeland und Österreich erreichten, schafft es in der Schweiz ein Album ohne Inhalt an die Spitze. Das Ganze ist eine Benefizaktion zugunsten der Musiker, die mehr als ein Jahr lang während der COVID-19-Pandemie nicht auftreten konnten. Es gibt auch Festivaltickets und Ghost-Orchestra-Merchandise zu kaufen.[1] \| \| 14. März 2021 – 20. März 2021 1 Woche \| 1 \| Les Enfoirés \| 2021: À côté de vous \| – \| \| 21. März 2021 – 27. März 2021 1 Woche \| 1 \| Kunz \| Mai \| – \| \| 28. März 2021 – 3. April 2021 1 Woche \| 1 \| Lana Del Rey \| Chemtrails over the Country Club \| – \| \| 4. April 2021 – 10. April 2021 1 Woche \| 1 \| Evanescence \| The Bitter Truth \| – \| \| 11. April 2021 – 17. April 2021 1 Woche \| 1 \| Schwiizergoofe \| Abentüür Monschterschlucht \| – \| \| 18. April 2021 – 24. April 2021 1 Woche (insgesamt 2) \| 2 \| Verschiedene Interpreten \| Sing meinen Song – Das Schweizer Tauschkonzert, Vol. 2 \| – \| \| 25. April 2021 – 1. Mai 2021 1 Woche \| 1 \| London Grammar \| Californian Soil \| – \| \| 2. Mai 2021 – 8. Mai 2021 1 Woche (insgesamt 2) \| 2 \| Verschiedene Interpreten \| Sing meinen Song – Das Schweizer Tauschkonzert, Vol. 2 \| – \| \| 9. Mai 2021 – 15. Mai 2021 1 Woche \| 1 \| Ufo361 \| Stay High \| Nachdem der deutsche Rapper mit seinen vorangegangenen vier Soloalben jeweils die Top 3 der Schweizer Hitparade erreichte, kann er sich nun zum ersten Mal in seiner Karriere an der Schweizer Chartspitze platzieren. \| \| 16. Mai 2021 – 22. Mai 2021 1 Woche \| 1 \| Blay \| Heimspiel \| – \| \| 23. Mai 2021 – 29. Mai 2021 1 Woche \| 1 \| 187 Strassenbande \| Sampler 5 \| – \| \| 30. Mai 2021 – 5. Juni 2021 1 Woche \| 1 \| Jan Delay \| Earth, Wind & Feiern \| – \| \| 6. Juni 2021 – 12. Juni 2021 1 Woche \| 1 \| Moby \| Reprise \| – \| \| 13. Juni 2021 – 19. Juni 2021 1 Woche \| 1 \| Billy Gibbons \| Hardware \| – \| \| 20. Juni 2021 – 26. Juni 2021 1 Woche \| 1 \| Azet \| Neue Welt \| – \| \| 27. Juni 2021 – 3. Juli 2021 1 Woche \| 1 \| Calimeros \| Bahama Sunshine \| – \| \| 4. Juli 2021 – 10. Juli 2021 1 Woche \| 1 \| Kastelruther Spatzen \| HeimatLiebe \| – \| \| 11. Juli 2021 – 17. Juli 2021 1 Woche \| 1 \| Luciano \| Aqua \| – \| \| 18. Juli 2021 – 24. Juli 2021 1 Woche \| 1 \| Die Amigos \| Freiheit \| – \| \| 25. Juli 2021 – 31. Juli 2021 1 Woche (insgesamt 2) \| 2 \| RAF Camora \| Zukunft \| Mit seinem unangekündigten Comeback- und siebten Soloalbum erreicht der österreichische Rapper zum insgesamt vierten Mal die Spitze der Schweizer Albumcharts. \| \| 1. August 2021 – 7. August 2021 1 Woche \| 1 \| Farid Bang \| Asozialer Marokkaner \| – \| \| 8. August 2021 – 21. August 2021 2 Wochen (insgesamt 3) \| 3 \| Billie Eilish \| Happier Than Ever \| – \| \| 22. August 2021 – 28. August 2021 1 Woche \| 1 \| Francine Jordi \| Herzfarben \| – \| \| 29. August 2021 – 4. September 2021 1 Woche (insgesamt 3) \| 3 \| Billie Eilish \| Happier Than Ever \| – \| \| 5. September 2021 – 11. September 2021 1 Woche \| 1 \| Beatrice Egli \| Alles was du brauchst \| – \| \| 12. September 2021 – 18. September 2021 1 Woche \| 1 \| Iron Maiden \| Senjutsu \| – \| \| 19. September 2021 – 25. September 2021 1 Woche \| 1 \| Heimweh \| Gold – Das Jubiläumsalbum mit allen Hits und neuen Liedern \| – \| \| 26. September 2021 – 2. Oktober 2021 1 Woche \| 1 \| Schwiizergoofe \| 10 \| – \| \| 3. Oktober 2021 – 9. Oktober 2021 1 Woche \| 1 \| Die Ärzte \| Dunkel \| – \| \| 10. Oktober 2021 – 16. Oktober 2021 1 Woche (insgesamt 2) \| 2 \| RAF Camora \| Zukunft \| – \| \| 17. Oktober 2021 – 23. Oktober 2021 1 Woche \| 1 \| Santiano \| Wenn die Kälte kommt \| – \| \| 24. Oktober 2021 – 30. Oktober 2021 1 Woche \| 1 \| Helene Fischer \| Rausch \| – \| \| 31. Oktober 2021 – 6. November 2021 1 Woche \| 1 \| Gölä & Trauffer \| Handwärch \| – \| \| 7. November 2021 – 13. November 2021 1 Woche \| 1 \| Ed Sheeran \| = \| – \| \| 14. November 2021 – 27. November 2021 2 Wochen (insgesamt 2) \| 2 \| ABBA \| Voyage \| – \| \| 28. November 2021 – 25. Dezember 2021 4 Wochen (insgesamt 6) \| 6 \| Adele \| 30 \| – \| \| 26. Dezember 2021 – 1. Januar 2022 1 Woche (insgesamt 2) \| 2 \| ABBA \| Voyage \| – \| |                                           |                                           |                                                            | |
| ← 2020 |                                           |                                           |                                                            | → 2022 → |
| Zeitraum | Wo. ges.                                  | Interpret                                 | Titel                                                      | Zusätzliche Informationen |
| (Zeitraum, Wochen auf Platz eins, Interpret, Titel, zusätzliche Informationen) |                                           |                                           |                                                            | |
| 22. November 2020 – 16. Januar 2021 8 Wochen | 8                                         | AC/DC                                     | Power Up                                                   | – |
| 17. Januar 2021 – 23. Januar 2021 1 Woche | 1                                         | Daniela Alfinito                          | Splitter aus Glück                                         | – |
| 24. Januar 2021 – 6. Februar 2021 2 Wochen | 2                                         | Pegasus                                   | Unplugged                                                  | – |
| 7. Februar 2021 – 13. Februar 2021 1 Woche | 1                                         | Vincent Gross                             | Hautnah                                                    | – |
| 14. Februar 2021 – 20. Februar 2021 1 Woche | 1                                         | Foo Fighters                              | Medicine at Midnight                                       | – |
| 21. Februar 2021 – 27. Februar 2021 1 Woche | 1                                         | Dodo                                      | Pass                                                       | – |
| 28. Februar 2021 – 6. März 2021 1 Woche | 1                                         | Krokus                                    | Adios amigos – Live @ Wacken                               | – |
| 7. März 2021 – 13. März 2021 1 Woche | 1                                         | The Ghost Orchestra                       | The Ghost Orchestra                                        | Nachdem nicht hörbare Lieder bereits Platz eins in Ländern wie Neuseeland und Österreich erreichten, schafft es in der Schweiz ein Album ohne Inhalt an die Spitze. Das Ganze ist eine Benefizaktion zugunsten der Musiker, die mehr als ein Jahr lang während der COVID-19-Pandemie nicht auftreten konnten. Es gibt auch Festivaltickets und Ghost-Orchestra-Merchandise zu kaufen. |
| 14. März 2021 – 20. März 2021 1 Woche | 1                                         | Les Enfoirés                              | 2021: À côté de vous                                       | – |
| 21. März 2021 – 27. März 2021 1 Woche | 1                                         | Kunz                                      | Mai                                                        | – |
| 28. März 2021 – 3. April 2021 1 Woche | 1                                         | Lana Del Rey                              | Chemtrails over the Country Club                           | – |
| 4. April 2021 – 10. April 2021 1 Woche | 1                                         | Evanescence                               | The Bitter Truth                                           | – |
| 11. April 2021 – 17. April 2021 1 Woche | 1                                         | Schwiizergoofe                            | Abentüür Monschterschlucht                                 | – |
| 18. April 2021 – 24. April 2021 1 Woche (insgesamt 2) | 2                                         | Verschiedene Interpreten                  | Sing meinen Song – Das Schweizer Tauschkonzert, Vol. 2     | – |
| 25. April 2021 – 1. Mai 2021 1 Woche | 1                                         | London Grammar                            | Californian Soil                                           | – |
| 2. Mai 2021 – 8. Mai 2021 1 Woche (insgesamt 2) | 2                                         | Verschiedene Interpreten                  | Sing meinen Song – Das Schweizer Tauschkonzert, Vol. 2     | – |
| 9. Mai 2021 – 15. Mai 2021 1 Woche | 1                                         | Ufo361                                    | Stay High                                                  | Nachdem der deutsche Rapper mit seinen vorangegangenen vier Soloalben jeweils die Top 3 der Schweizer Hitparade erreichte, kann er sich nun zum ersten Mal in seiner Karriere an der Schweizer Chartspitze platzieren. |
| 16. Mai 2021 – 22. Mai 2021 1 Woche | 1                                         | Blay                                      | Heimspiel                                                  | – |
| 23. Mai 2021 – 29. Mai 2021 1 Woche | 1                                         | 187 Strassenbande                         | Sampler 5                                                  | – |
| 30. Mai 2021 – 5. Juni 2021 1 Woche | 1                                         | Jan Delay                                 | Earth, Wind & Feiern                                       | – |
| 6. Juni 2021 – 12. Juni 2021 1 Woche | 1                                         | Moby                                      | Reprise                                                    | – |
| 13. Juni 2021 – 19. Juni 2021 1 Woche | 1                                         | Billy Gibbons                             | Hardware                                                   | – |
| 20. Juni 2021 – 26. Juni 2021 1 Woche | 1                                         | Azet                                      | Neue Welt                                                  | – |
| 27. Juni 2021 – 3. Juli 2021 1 Woche | 1                                         | Calimeros                                 | Bahama Sunshine                                            | – |
| 4. Juli 2021 – 10. Juli 2021 1 Woche | 1                                         | Kastelruther Spatzen                      | HeimatLiebe                                                | – |
| 11. Juli 2021 – 17. Juli 2021 1 Woche | 1                                         | Luciano                                   | Aqua                                                       | – |
| 18. Juli 2021 – 24. Juli 2021 1 Woche | 1                                         | Die Amigos                                | Freiheit                                                   | – |
| 25. Juli 2021 – 31. Juli 2021 1 Woche (insgesamt 2) | 2                                         | RAF Camora                                | Zukunft                                                    | Mit seinem unangekündigten Comeback- und siebten Soloalbum erreicht der österreichische Rapper zum insgesamt vierten Mal die Spitze der Schweizer Albumcharts. |
| 1. August 2021 – 7. August 2021 1 Woche | 1                                         | Farid Bang                                | Asozialer Marokkaner                                       | – |
| 8. August 2021 – 21. August 2021 2 Wochen (insgesamt 3) | 3                                         | Billie Eilish                             | Happier Than Ever                                          | – |
| 22. August 2021 – 28. August 2021 1 Woche | 1                                         | Francine Jordi                            | Herzfarben                                                 | – |
| 29. August 2021 – 4. September 2021 1 Woche (insgesamt 3) | 3                                         | Billie Eilish                             | Happier Than Ever                                          | – |
| 5. September 2021 – 11. September 2021 1 Woche | 1                                         | Beatrice Egli                             | Alles was du brauchst                                      | – |
| 12. September 2021 – 18. September 2021 1 Woche | 1                                         | Iron Maiden                               | Senjutsu                                                   | – |
| 19. September 2021 – 25. September 2021 1 Woche | 1                                         | Heimweh                                   | Gold – Das Jubiläumsalbum mit allen Hits und neuen Liedern | – |
| 26. September 2021 – 2. Oktober 2021 1 Woche | 1                                         | Schwiizergoofe                            | 10                                                         | – |
| 3. Oktober 2021 – 9. Oktober 2021 1 Woche | 1                                         | Die Ärzte                                 | Dunkel                                                     | – |
| 10. Oktober 2021 – 16. Oktober 2021 1 Woche (insgesamt 2) | 2                                         | RAF Camora                                | Zukunft                                                    | – |
| 17. Oktober 2021 – 23. Oktober 2021 1 Woche | 1                                         | Santiano                                  | Wenn die Kälte kommt                                       | – |
| 24. Oktober 2021 – 30. Oktober 2021 1 Woche | 1                                         | Helene Fischer                            | Rausch                                                     | – |
| 31. Oktober 2021 – 6. November 2021 1 Woche | 1                                         | Gölä & Trauffer                           | Handwärch                                                  | – |
| 7. November 2021 – 13. November 2021 1 Woche | 1                                         | Ed Sheeran                                | =                                                          | – |
| 14. November 2021 – 27. November 2021 2 Wochen (insgesamt 2) | 2                                         | ABBA                                      | Voyage                                                     | – |
| 28. November 2021 – 25. Dezember 2021 4 Wochen (insgesamt 6) | 6                                         | Adele                                     | 30                                                         | – |
| 26. Dezember 2021 – 1. Januar 2022 1 Woche (insgesamt 2) | 2                                         | ABBA                                      | Voyage                                                     | – |

## Jahreshitparaden
| ← 2020 ← | Liste der Nummer-eins-Hits in der Schweiz | Liste der Nummer-eins-Hits in der Schweiz                                       | Liste der Nummer-eins-Hits in der Schweiz | 2022 →   |
| \| Singles \| Position# \| Alben \| \| -------------------------------------------------------------------------------------------------------------------------------------------------------------------- \| --------- \| ------------------------------------------------------------------------------- \| \| Wellerman Nathan Evans Traditional \| 1 \| Voyage ABBA \| \| Jerusalema (Remix) Master KG feat. Burna Boy & Nomcebo Zikode Kgaogelo Moagi, Nomcebo Nothule Nkwanyana, Damini Ebunoluwa Ogulu \| 2 \| 30 Adele \| \| Save Your Tears The Weeknd Abel Tesfaye, Ahmad Balshe, Jason Quenneville, Max Martin, Oscar Holter \| 3 \| Rausch Helene Fischer \| \| Bad Habits Ed Sheeran Edward Christopher Sheeran, Johnny McDaid, Frederick John Philip Gibson \| 4 \| = Ed Sheeran \| \| Montero (Call Me by Your Name) Lil Nas X Montero Hill, Denzel Baptiste, David Biral, Omer Fedi, Rosario Lenzo \| 5 \| Power Up AC/DC \| \| Friday (Dopamine Re-Edit) Riton & Nightcrawlers feat. Mufasa and Hypeman Ross Alexander John Campbell, Hugh Jude Brankin, John Robinson Reid, Graham McMillan Wilson \| 6 \| Sing meinen Song – Das Schweizer Tauschkonzert, Vol. 2 Verschiedene Interpreten \| \| The Business Tiësto James Michael George Bell, Julia Christine Karlsson, Anton Rundberg, Tijs M. Verwest \| 7 \| Senjutsu Iron Maiden \| \| Love Tonight Shouse Ed Service, Jack Madin \| 8 \| Happier Than Ever Billie Eilish \| \| Heat Waves Glass Animals Dave Bayley \| 9 \| Gold – Das Jubiläumsalbum mit allen Hits und neuen Liedern Heimweh \| \| Blinding Lights The Weeknd Abel Tesfaye, Ahmad Balshe, Jason Quenneville, Max Martin, Oscar Holter \| 10 \| Mai Kunz \| |                                           |                                                                                 |                                           |          |
| ← 2020 |                                           |                                                                                 |                                           | → 2022 → |
| Singles | Position#                                 | Alben                                                                           |                                           |          |
| Wellerman Nathan Evans Traditional | 1                                         | Voyage ABBA                                                                     |                                           |          |
| Jerusalema (Remix) Master KG feat. Burna Boy & Nomcebo Zikode Kgaogelo Moagi, Nomcebo Nothule Nkwanyana, Damini Ebunoluwa Ogulu | 2                                         | 30 Adele                                                                        |                                           |          |
| Save Your Tears The Weeknd Abel Tesfaye, Ahmad Balshe, Jason Quenneville, Max Martin, Oscar Holter | 3                                         | Rausch Helene Fischer                                                           |                                           |          |
| Bad Habits Ed Sheeran Edward Christopher Sheeran, Johnny McDaid, Frederick John Philip Gibson | 4                                         | = Ed Sheeran                                                                    |                                           |          |
| Montero (Call Me by Your Name) Lil Nas X Montero Hill, Denzel Baptiste, David Biral, Omer Fedi, Rosario Lenzo | 5                                         | Power Up AC/DC                                                                  |                                           |          |
| Friday (Dopamine Re-Edit) Riton & Nightcrawlers feat. Mufasa and Hypeman Ross Alexander John Campbell, Hugh Jude Brankin, John Robinson Reid, Graham McMillan Wilson | 6                                         | Sing meinen Song – Das Schweizer Tauschkonzert, Vol. 2 Verschiedene Interpreten |                                           |          |
| The Business Tiësto James Michael George Bell, Julia Christine Karlsson, Anton Rundberg, Tijs M. Verwest | 7                                         | Senjutsu Iron Maiden                                                            |                                           |          |
| Love Tonight Shouse Ed Service, Jack Madin | 8                                         | Happier Than Ever Billie Eilish                                                 |                                           |          |
| Heat Waves Glass Animals Dave Bayley | 9                                         | Gold – Das Jubiläumsalbum mit allen Hits und neuen Liedern Heimweh              |                                           |          |
| Blinding Lights The Weeknd Abel Tesfaye, Ahmad Balshe, Jason Quenneville, Max Martin, Oscar Holter | 10                                        | Mai Kunz                                                                        |                                           |          |